# Пепе Рейна (футболист)
Хосѐ Мануел Рейна Па̀ес (на испански: José Manuel Reina Páez, по прякор Пепе Рейна), роден в Мадрид на 31 август 1982 г. e бивш испански вратар. Играл е в Барселона и Виляреал. Още в първия си сезон в Ливърпул високия 188 см Рейна получава златната ръкавица на Англия (общо три в неговата кариера) с постижението си от 53 игри и 30 сухи мрежи. На 1 май 2007 г. по време на полуфинала реванш от Шампионската лига между Ливърпул и Челси (решен чрез дузпи) Рейна спасява дузпите бити от Ариен Робен и Джереми за да помогне на своя тим да спечели с 4 – 1.

## Кариера
Въпреки че е роден в Мадрид, Хосе Рейна започва кариерата си в Барселона Б (1999 – 2001), а после пробива и в първия състав на ФК Барселона (2000 – 2002). След две години отива във ФК Виляреал, където играе до 2005. През юли 2005 е трансфериран в английския гранд Ливърпул.

### Ливърпул
При представянето на Рейна в Ливърпул, мениджърът на мърсисайдци го обявява за „най-добрия испански вратар“. Испанецът става популярен освен с изумителния си плонж и намеси при невъзможни положения, също така и с пословичната си любов към „червените“ и митичната трибуна „КОП“. Пепе дебютира още в първия кръг на Шампионската лига (сезон 2005 – 2006) срещу ФК Ню Сейнтс. Рейна печели титулярно място за сметка на миналогодишния герой от финала на шампионската лига Йежи Дудек. Сезонът е сравнително успешен – Ливърпул подобрява предишната си позиция в първенството и печели Купата на ФА. Основна роля за успехите има испанския вратар, който още в дебютния си сезон подобрява някои рекорди. На 3 декември 2005 в мач срещу Уиган Атлетик Рейна запазва вратата си за шести пореден път в лигата и подобрява рекорда на Ливърпул за „чисти мрежи“ в ерата „Премиършип“. Той съответно подобрява постижението на тогавашния вратар на червените Дейвид Джеймс от сезон 1996 – 97. Впечатляващата поредица нараства на 8 мача и е прекъсната чак на 28 декември 2005, когата Джеймс Бийти вкарва почетното попадение за своя Евертън в мърсисайдското дерби, завиршило в полза на Ливърпул с 3 – 1. В този период Рейна подобява и постижението за поредни чисти мрежи във всички състезания – 11 мача, като допуска гол на финала за световното клубно първенство, където Ливърпул губи от Сао Паоло с 0 – 1.
На 16 април 2006 Рейна отпразнува 50-ия си мач за Ливърпул с чиста мрежа срещу Блекбърн Роувърс. Така той подобрява рекорда на Рей Клемънс за най-малко допуснати голове в първите 50 мача. Рейна е награден със „Златна ръкавица“ за сезон 2005 – 2006 поради 20-те мача без допуснат гол.
През финала за ФА къп Рейна прави редица грешки, които позволяват на Уест Хям да поведат с 3 – 2. Тогава обаче Стивън Джерард спасява мача с късен изравнителен гол, а Рейна прави ключови спасявания в продълженията. Мачът стига до дузпи, където герой е Пепе Рейна, спасявайки 3 от 4 дузпи.
Сезон 2006 – 2007 не започва добре за Рейна, който допуска редица досадни грешки (особено при загубата от Евертън с 0 – 3). Титулярното му мястото обаче изглежда сигурно с оглед на представянето на резервния вратар Йежи Дудек, който в рамките на една седмица допуска 9 гола от Арсенал в два мача за купите. По-късно през сезона Рейна възвръща старата си форма и е в основата за достигането на нов финал в Шампионската лига. Пепе е герой в полуфинала срещу Челси, където затвърждава репутацията си на ловец на дузпи. Ливърпул побеждава в дузпите с 4 – 1. След като червените достигат до финала в Атина, Рейна става едва третият футболист в историята, който е извървял стъпките на баща си. Баща на Хосе Рейна е легендарния вратар на Атлетико Мадрид Мигел Рейна, който играе във финал за КЕШ срещу Байерн Мюнхен.
През 2008 г. Рейна печели третата си поредна „Златна ръкавица“.
На 6 декември 2010 той постига стотната си чиста мрежа като става най-бързо постигналият сто чисти мрежи вратар в историята на Ливърпул.

### Байерн Мюнхен
На 6 август 2014 г. Байерн съобщава официално новината, че Пепе Рейна е подписал договор с клуба за 3 сезона. Веднага след това новината е потвърдена и от Ливърпул, а на 8 август Рейна е представен като футболист на баварците.

### Завръщане в Наполи
През лятото на 2015 г. Пепе Рейна се завръща отново в Неапол след като изкара 1 сезон като резерва в Байерн Мюнхен.

## Успехи
Виляреал
- Купа Интертото: 2002/03, 2003/04

Ливърпул
- ФА Къп: 2005/06
- Купа на Футболната лига: 2011/12
- Къмюнити Шийлд: 2006
- Суперкупа на Европа: 2005

Наполи
- Купа на Италия: 2013/14

Байерн Мюнхен
- Първа Бундеслига: 2014/15